# 児童文芸新人賞
児童文芸新人賞（じどうぶんげいしんじんしょう）は、一般社団法人日本児童文芸家協会が、1年間に出版された新人作家による優れた作品に対して贈るものである。分野は創作童話、小説、ノンフィクション、詩、童謡。

## 受賞作一覧

### 第1回 - 第10回
| 回     | 年     | 作品                         | 作者           |
| ------ | ------ | ---------------------------- | -------------- |
| 第1回  | 1972年 | 青空大将                     | 小沢聡         |
| 第1回  | 1972年 | かなしいブランコ             | 若林利代       |
| 第2回  | 1973年 | 千本のえんとつ               | 真鍋和子       |
| 第3回  | 1974年 | たろうの日記                 | 川田進         |
| 第3回  | 1974年 | 里の子日記（激励賞）         | 松岡一枝       |
| 第4回  | 1975年 | 二十七ばん目のはこ           | 矢崎節夫       |
| 第5回  | 1976年 | 父のさじ                     | 竹田道子       |
| 第5回  | 1976年 | おばけのゆらとねこのにゃあ   | ひしいのりこ   |
| 第6回  | 1977年 | 星に帰った少女               | 末吉暁子       |
| 第6回  | 1977年 | ほおづきまつり               | 千江豊夫       |
| 第7回  | 1978年 | 詩集・白い虹                 | 鶴岡千代子     |
| 第7回  | 1978年 | 2年生の小さなこいびと        | 木村幸子       |
| 第8回  | 1979年 | 小さなジュンのすてきな友だち | 広瀬寿子       |
| 第9回  | 1980年 | 海からきたイワン             | 大原興三郎     |
| 第9回  | 1980年 | 机の中のひみつ               | 河野貴子       |
| 第10回 | 1981年 | 明るいあした                 | 長久真砂子     |
| 第10回 | 1981年 | ちゅうしゃなんかこわくない   | おおたにひろこ |

### 第11回 - 第20回
| 回     | 年     | 作品                         | 作者         |
| ------ | ------ | ---------------------------- | ------------ |
| 第11回 | 1982年 | さようならうみねこ           | 白井三香子   |
| 第11回 | 1982年 | 空のまどをあけよう           | 三宅知子     |
| 第11回 | 1982年 | あけるなよこのひきだし       | 武谷千保美   |
| 第12回 | 1983年 | ぼくとキキのアフリカサファリ | 神戸俊平     |
| 第12回 | 1983年 | 12歳の合い言葉               | 薫くみこ     |
| 第12回 | 1983年 | グランパのふしぎな薬         | 鈴木浩彦     |
| 第13回 | 1984年 | 北国の町                     | 越智田一男   |
| 第13回 | 1984年 | 虹へのさすらいの旅           | 芝田勝茂     |
| 第13回 | 1984年 | くやしっぽ                   | 丸井祐子     |
| 第14回 | 1985年 | 謎の鳥屋敷                   | 阿部よしこ   |
| 第14回 | 1985年 | 海辺の町から                 | 佐藤州男     |
| 第14回 | 1985年 | 美しい宇宙                   | 竹川正夫     |
| 第15回 | 1986年 | 宇宙連邦危機いっぱつ         | 鈴原研一郎   |
| 第15回 | 1986年 | おとうさんの伝説             | 野口すみ子   |
| 第16回 | 1987年 | ねこがパンツをはいたなら     | いわままりこ |
| 第16回 | 1987年 | こねこムーのおくりもの       | 江崎雪子     |
| 第17回 | 1988年 | 坂田くんにナイスピッチ       | 糸賀美智子   |
| 第17回 | 1988年 | ゆきと弥助                   | 角田雅子     |
| 第17回 | 1988年 | ないないねこのなくしもの     | 戸田和代     |
| 第18回 | 1989年 | UFOリンゴと宇宙ネコ          | エムナマエ   |
| 第18回 | 1989年 | ふたりだけのひとりぼっち     | 宇田川優子   |
| 第18回 | 1989年 | ようこそスイング家族         | 大谷美和子   |
| 第19回 | 1990年 | マリヤムの秘密の小箱         | 泉久恵       |
| 第19回 | 1990年 | 海辺の家の秘密               | 大塚篤子     |
| 第20回 | 1991年 | マンホールからこんにちは     | いとうひろし |

### 第21回 - 第30回
| 回     | 年     | 作品                         | 作者         |
| ------ | ------ | ---------------------------- | ------------ |
| 第21回 | 1992年 | 雲の教室                     | 岩田道雄     |
| 第21回 | 1992年 | ウエルカム！スカイブルーへ   | 中田よう子   |
| 第21回 | 1992年 | アカギツネとふしぎなスプレー | 美田徹       |
| 第22回 | 1993年 | 夏の庭                       | 湯本香樹実   |
| 第22回 | 1993年 | でんぐりん                   | 正道かほる   |
| 第23回 | 1994年 | あすにむかって、容子         | 木之下のり子 |
| 第23回 | 1994年 | 少年の海                     | 横山充男     |
| 第24回 | 1995年 | トマトのきぶん               | 杉本深由起   |
| 第25回 | 1996年 | 神々の島マムダ               | 江副信子     |
| 第25回 | 1996年 | ノックアウトのその後で       | 岸本進一     |
| 第26回 | 1997年 | ふしぎなゆきだるま           | 藤牧久美子   |
| 第26回 | 1997年 | ぼくらのサイテーの夏         | 笹生陽子     |
| 第26回 | 1997年 | 魔法使いが落ちてきた夏       | タカシトシコ |
| 第27回 | 1998年 | 新しい森                     | 小川みなみ   |
| 第27回 | 1998年 | 少年カニスの旅               | 浜野えつひろ |
| 第28回 | 1999年 | 双姫湖のコッポたち           | 松原由美子   |
| 第29回 | 2000年 | ナシスの塔の物語             | みおちづる   |
| 第29回 | 2000年 | 蝶々、とんだ                 | 河原潤子     |
| 第30回 | 2001年 | 透きとおった糸をのばして     | 草野たき     |
| 第30回 | 2001年 | せいざのなまえ               | 西村祐見子   |
| 第30回 | 2001年 | さらば、猫の手               | 金治直美     |

### 第31回 - 第40回
| 回     | 年     | 作品                           | 作者       |
| ------ | ------ | ------------------------------ | ---------- |
| 第31回 | 2002年 | ボーソーとんがりネズミ         | 渡辺わらん |
| 第31回 | 2002年 | どえらいでぇ！ミヤちゃん       | 三津麻子   |
| 第32回 | 2003年 | チコのまあにいちゃん           | 北川チハル |
| 第32回 | 2003年 | まいごのどんぐり               | 松成真理子 |
| 第33回 | 2004年 | はる なつ あき ふゆ もうひとつ | 糸永えつこ |
| 第33回 | 2004年 | ピアニッシシモ                 | 梨屋アリエ |
| 第34回 | 2005年 | さるすべりランナーズ           | 浅田宗一郎 |
| 第34回 | 2005年 | 月のかおり                     | 童みどり   |
| 第35回 | 2006年 | かはたれ                       | 朽木祥     |
| 第35回 | 2006年 | みたいな みたいな 冬の森       | 野本瑠美   |
| 第36回 | 2007年 | トモ、ぼくは元気です           | 香坂直     |
| 第37回 | 2008年 | ジジ きみと歩いた              | 宮下恵茉   |
| 第38回 | 2009年 | 氷石                           | 久保田香里 |
| 第39回 | 2010年 | クローバー                     | 中西翠     |
| 第40回 | 2011年 | 宇宙のはてから宝物             | 井上林子   |

### 第41回 - 第50回
| 回     | 年     | 作品                                   | 作者             |
| ------ | ------ | -------------------------------------- | ---------------- |
| 第41回 | 2012年 | シーラカンスとぼくらの冒険             | 歌代朔           |
| 第41回 | 2012年 | チョコレートと青い空                   | 堀米薫           |
| 第42回 | 2013年 | 逢魔が時のものがたり                   | 巣山ひろみ       |
| 第43回 | 2014年 | 星空点呼 折りたたみ傘を探して          | 嘉成晴香         |
| 第44回 | 2015年 | いっしょにアんべ！                     | 髙森美由紀       |
| 第45回 | 2016年 | しゅるしゅるぱん                       | おおぎやなぎちか |
| 第45回 | 2016年 | いくたのこえよみ                       | 堀田けい         |
| 第46回 | 2017年 | ぼくたちのリアル                       | 戸森しるこ       |
| 第47回 | 2018年 | 僕は上手にしゃべれない                 | 椎野直弥         |
| 第48回 | 2019年 | わたしの空と五・七・五                 | 森埜こみち       |
| 第49回 | 2020年 | あの子の秘密                           | 村上雅郁         |
| 第50回 | 2021年 | みつきの雪                             | 眞島めいり       |
| 第50回 | 2021年 | 「保健室経由、かねやま本館。」シリーズ | 松素めぐり       |

### 第51回 - 第60回
| 回     | 年     | 作品                            | 作者         |
| ------ | ------ | ------------------------------- | ------------ |
| 第51回 | 2022年 | カイトとルソンの海              | 土屋千鶴     |
| 第51回 | 2022年 | カメくんとイモリくん 小雨ぼっこ | いけだけい   |
| 第52回 | 2023年 | 星屑すぴりっと                  | 林けんじろう |
| 第53回 | 2024年 | 鈴の送り神修行ダイアリー        | 山下雅洋     |
| 第54回 | 2025年 | 直紀とふしぎな庭                | 山下みゆき   |

## 関連事項
- 日本児童文芸家協会賞